# ペグスネルセプト
ペグスネルセプト(Pegsunercept)は関節リウマチ治療薬のひとつ。2010年1月には、第II相 臨床試験が 完了した。アムジェン社により開発されている。
 エタネルセプトと同様に、ペグスネルセプトは可溶性腫瘍壊死因子(TNF-α)受容体である。 ペグスネルセプトはポリエチレングリコールを付加した蛋白質である。